# Love (álbum de Thalía)
Love es el tercer álbum de estudio de la cantante mexicana Thalía, publicado el 7 de octubre de 1992 es el último disco con el sello discográfico Melody/Fonovisa. La producción fue dirigida y realizada por el productor español Luis Carlos Esteban. A un mes de su lanzamiento, Love obtuvo certificación disco Oro y Platino en la República Mexicana por más de 350 mil copias vendidas. También logró un disco de platino y oro en Guatemala y disco de platino en Filipinas.
El álbum Love tuvo un especial que protagonizó históricamente Thalía y que marcó el legado de la cantante. El especial “Love y sus fantasías” fue la primera edición para México ya luego a raíz del éxito de la telenovela María Mercedes, el especial fue reeditado para Estados Unidos como LOVE y otras fantasías el cual trasmitió Univision de costa a costa en horario estelar y ambos producidos por Televisa en el año 1993. Este especial fue pionero en lanzar una producción discográfica simultáneamente con sus videos. 
Alcanzó su máxima posición en el número 15 de la lista Billboard Latin Pop Albums en 1993. En 1992,  Thalía comenzó la grabación de la telenovela María Mercedes con la cual logró gran éxito en México y Latinoamérica. Para celebrar los 30 años de carrera de Thalía como solista, desde enero de 2021 este álbum se encuentra disponible en las plataformas digitales iTunes y Spotify.

## Información del álbum
Las bases musicales de Love se grabaron en España por el exintegrante del grupo español Olé Olé, Luis Carlos Esteban, quien también participó en la composición de la mayoría de las canciones. La voz de Thalía se registró por separado en un estudio de Los Ángeles, California.
Thalía presentó por primera vez el disco en el programa de televisión Siempre en domingo de Raúl Velasco. En el mismo, interpretó el primer sencillo, Sangre dedicado a su expareja y representante Alfredo Díaz Ordaz quien falleció el mismo año. Los temas Sangre y Flor de juventud, escritos por Thalía, se convirtieron en éxitos al igual que La vie en rose (La vida en rosa) de la cantante francesa Édith Piaf y cuya adaptación está basada en la versión de la cantante Grace Jones de 1977; Thalía interpretó esta canción mitad en español y mitad en francés. El tema que da título al álbum también fue uno de los sencillos más exitosos de su carrera. Para esta producción Thalía grabó tres nuevas versiones de los temas A la orilla del mar y Cien años de Pedro Infante, y Nunca sabrás (How Much, How Much I Love You) de Alec R. Costandinos, un clásico de la música disco y grabada originalmente por el grupo de estudio Love & Kisses en 1978.
Poco después del lanzamiento del álbum, Thalía acudió al programa de televisión ¡Y Vero América Va!, conducido por Verónica Castro, donde interpretó en vivo varios temas del álbum. Durante 1993 y 1994, Thalía realizó numerosas presentaciones en México y Latinoamérica con la gira Love. Asimismo, participó en festivales especiales de televisión y ceremonias de premios. Televisa produce dos especiales musicales con las canciones de Love bajo la dirección de Juan Williams que se transmiten a nivel nacional durante dos sábados consecutivos. En la Ciudad de México se presentó por una temporada en el centro nocturno Centro Nocturno “El Patio” en donde interpretó sus grandes éxitos. Parte del triunfo de Love fue gracias a que en esa época se emitía María Mercedes por el principal canal nacional, el Canal de las Estrellas de Televisa, donde anotó altos puntos de audiencia en México y diversos países como Perú y Estados Unidos.
Love fue editado inicialmente en los formatos LP, CD y casete en México, en Estados Unidos (con una portada diferente) y varios países de Latinoamérica. La primera edición en vinilo y casete incluía las 12 canciones originales con un ligero cambio en el orden de las mismas: El día del amor como la pista número 5 y El bronceador la pista número 7. A la primera edición en disco compacto se le agregó Nunca sabrás (How Much, How Much I Love You) y posteriormente el tema principal de la telenovela María Mercedes. En 1995 la disquera Melody publicó en México la edición "Línea de oro" en CD y casete, la cual incluye las 12 canciones originales y los temas principales de las telenovelas "María Mercedes" y "Marimar".

## Lista de canciones
| #  | Título                                         | Escritor(es)                                                                    | Duración |
| -- | ---------------------------------------------- | ------------------------------------------------------------------------------- | -------- |
| 1  | "A la orilla del mar"                          | Ernesto Cortázar, Manuel Esperón                                                | 3:45     |
| 2  | "Sangre"                                       | Thalía                                                                          | 3:36     |
| 3  | "La vie en rose (La vida en rosa)"             | Edith Piaf, Louiguy, Mack David (adaptación al español por Luis Carlos Esteban) | 5:11     |
| 4  | "Love"                                         | Luis Carlos Esteban                                                             | 4:20     |
| 5  | "El bronceador"                                | Luis Carlos Esteban                                                             | 3:25     |
| 6  | "Flor de juventud"                             | Thalía, Luis Carlos Esteban                                                     | 4:09     |
| 7  | "No es el momento"                             | Áureo Baqueiro                                                                  | 3:47     |
| 8  | "Cien años"                                    | Alberto Cervantes, Rubén Fuentes                                                | 2:53     |
| 9  | "El día del amor"                              | Luis Carlos Esteban                                                             | 3:57     |
| 10 | "Flores secas en la piel"                      | Luis Carlos Esteban                                                             | 5:39     |
| 11 | "No trates de engañarme"                       | Álex de la Nuez                                                                 | 3:55     |
| 12 | "Déjame escapar"                               | Áureo Baqueiro                                                                  | 4:53     |
| 13 | "Nunca sabrás (How much, how much I love you)" | Alec R. Costandinos (adaptación al español por Luis Carlos Esteban)             | 5:40     |
| 14 | "María Mercedes"                               | Viviana Pimstein (letra), Paco Navarrete (música)                               | 2:51     |

| #  | Título                                          | Autor(es)                                                                       | Duración |
| -- | ----------------------------------------------- | ------------------------------------------------------------------------------- | -------- |
| 15 | "La vie en rose (La vida en rosa)" (Radio Edit) | Edith Piaf, Louiguy, Mack David (adaptación al español por Luis Carlos Esteban) | 3:45     |
| 16 | "María Mercedes" (Pista)                        | Viviana Pimstein (letra), Paco Navarrete (música)                               | 2:51     |

## Sencillos
1.Sangre
2.María Mercedes
3.Love
4.La Vida En Rosa (La Vie En Rose)

## Posicionamiento y certificaciones
| Lista (1993)               | Mejor posición |
| -------------------------- | -------------- |
| Billboard Latin Pop Albums | 15             |

| Territorio | Proveedor | Certificación | Simbolización |
| ---------- | --------- | ------------- | ------------- |
| Filipinas  | PARI      | Oro           | ●             |
| Guatemala  | IPFI      | Platino + Oro | ▲ + ●         |
| México     | AMPROFON  | Platino + Oro | ▲ + ●         |

## Videos
- Sangre (con 2 diferentes videos)
- Love (con 2 diferentes videos)
- La Vie En Rose (La vida en rosa)
- El bronceador (con 2 diferentes videos)
- El día del amor
- No trates de engañarme
- Déjame escapar
- Flor de juventud
- María Mercedes